# Беляево (станция метро)
«Беля́ево» —  станция Московского метрополитена. Расположена на Калужско-Рижской линии между станциями «Калужская» и «Коньково».
Открыта 12 августа 1974 года в составе участка «Новые Черёмушки» — «Беляево».
Наземный вестибюль отсутствует, выход в город осуществляется по подземным переходам на площадь Мартина Лютера Кинга к пересечению улиц Профсоюзная и Миклухо-Маклая. На одном конце в северном подземном вестибюле — эскалаторы, на другом конце в южном подземном вестибюле — общая лестница. Станция находится на территории района Коньково Юго-Западного административного округа.

## История
Станция открыта 12 августа 1974 года в составе участка «Новые Черёмушки» — «Беляево», одновременно с этим была закрыта временная станция «Калужская». В результате в Московском метрополитене стало 97 станций. Название дано по бывшей подмосковной деревне Беляево, на южной окраине которого она расположена.

## Конструкция и оформление
«Беляево» — колонная станция мелкого заложения (глубина — 12 м) с тремя пролётами. Сооружена по проекту архитекторов В. Г. Поликарповой, В. И. Клокова и Л. Н. Попова. На станции 52 колонны с шагом 6,5 м. Колонны отделаны белым мрамором; путевые стены облицованы светло-кремовой керамической плиткой и украшены металлическими вставками по мотивам русских народных сказок (работы Дж. Я. Бодниекса, Х. М. Рысина); пол выложен серым гранитом; интересной деталью является отлитая дата открытия станции, которую и обрамляют металлические вставки.

## Станция в цифрах
- Код станции — 105;
- Пикет ПК156+52;
- В марте 2002 года пассажиропоток по входу составлял 59,8 тысячи человек;
- Время работы: 5:40 (нечётные) / 5:25 (чётные) — 1:00;
- Отправление последнего поезда в сторону «Новоясеневской» — 01:50:25;
- Отправление последнего поезда в сторону «Медведкова» — 01:12:50;
- Таблица времени прохождения первого поезда через станцию[1]:

| По чётным числам              | Будние дни | Выходные дни |
| По нечётным числам            | Будние дни | Выходные дни |
| В сторону станции «Коньково»  | 05:44:00   | 05:44:00     |
| В сторону станции «Коньково»  | 05:57:00   | 05:55:00     |
| В сторону станции «Калужская» | 05:47:00   | 05:48:00     |
| В сторону станции «Калужская» | 06:09:00   | 06:13:00     |

## Путевое развитие
За станцией имеются оборотные тупики, используемые в дневное время для отстоя составов. С открытия и до продления линии в 1987 году эти тупики использовались регулярно на постоянной основе для оборота составов.

## Наземный общественный транспорт
На этой станции можно пересесть на следующие маршруты городского пассажирского транспорта:
- Автобусы: м90, 145, 196, 261, 273, 361, 404, 639, 699, 712, 752, 816, с923, с954, с976, т72, т81, н16

## Фотографии
| - Зал станции - Посадочная платформа - Северный выход - Панно на путевой стене |

## В культуре
В 1990 году на станции снят клип группы «Технология» на песню «Странные танцы».